# Dance
Dance glazba je stil glazbe koji se najčešće pušta u noćnim klubovima, na radijskim postajama i rave zabavama. 

## Povijest
Od kasnih 1970-ih termin dance glazba obilježava nove oblike disco i rock glazbe, funka i postpunka. Ovi novi stilovi koji se nazivaju klubskom glazbom uključuju house, techno i trance. Razlika između disco i dance glazbe, ili još rocka i popa je u tome što kod dance glazbe bas udara u 4/4 mjeri, dok u rocku bas udara u 2/4 mjeri.